# Bassin algéro-provençal
Le bassin algéro-provençal est le bassin occidental de la Méditerranée. Il est situé entre  l'Espagne, la France (France continentale, Corse), l'Italie (Ligurie, Sardaigne), la Tunisie, l'Algérie et le Maroc. Ses fosses descendent jusqu'à 3 255 m près d'Alger.
Sa partie centrale entre la Sardaigne et les îles Baléares se nomme mer de Sardaigne, son bras nord-ouest golfe du Lion et son bras nord-est mer Ligurienne.
Ce bassin d'arrière-arc s'est ouvert il y a 35 millions d'années, en tant que mer marginale formée par contrecoup de la subduction de la plaque adriatique sous le bloc sardo-corse.
Villes principales :
| Rang (par population) | Ville                                                       |
| --------------------- | ----------------------------------------------------------- |
| 1                     | Alger capitale de l'Algérie                                 |
| 2                     | Barcelone capitale économique de l'Espagne                  |
| 3                     | Marseille premier port méditerranéen                        |
| 4                     | Valence troisième ville d'Espagne                           |
| 5                     | Oran deuxième ville d'Algérie                               |
| 6                     | Nice deuxième ville de la région Provence-Alpes-Côte d'Azur |
| 7                     | Tunis capitale de la Tunisie                                |
| 8                     | Gênes deuxième port méditerranéen                           |
| 9                     | Annaba première ville minière méditerranéenne               |

Îles importantes : Baléares, Corse, Sardaigne.